# Sõmerpalu küla
Sõmerpalu küla – wieś w Estonii, w prowincji Võru, w gminie Sõmerpalu.